# Hermann Köhl
Hermann Köhl (15. april 1888 i Neu-Ulm, Bayern, Tyskland – 7. oktober 1938 i München) var en tysk pilot. 
Köhl var pilot under den første flyvning over Nordatlanten i øst-vestlig retning, som blev foretaget den 12. april 1928.